# Capital riesgo
El capital riesgo (conocido asimismo en Hispanoamérica como capital emprendedor) consiste en financiar empresas incipientes en fase de crecimiento con elevado potencial y riesgo.Si bien, el capital riesgo puede dividirse dependiendo de la etapa en la que se produzca la inversión, siendo común el uso del término venture capital para la inversión en fases tempranas (que incluyen start-ups y scale-ups) y el término private equity para fases avanzadas (que incluyen empresas en expansión o consolidadas). El elemento común, con independencia de la fase en la que se invierta mediante capital riesgo es la posibilidad de generar un retorno positivo mediante el incremento de valoración de la compañía invertida.
Los fondos de capital riesgo obtienen provecho de este tipo de operaciones al convertirse en propietarios del activo de las compañías en las que invierten, siendo estas normalmente empresas que disponen de una nueva tecnología o de un novedoso modelo de negocio dentro de un sector tecnológico, como la biotecnología, TIC, software, etc.
Las entidades de capital-riesgo pueden tomar participaciones en el capital de empresas cotizadas en las bolsas de valores siempre y cuando tales empresas sean excluidas de la cotización dentro de los doce meses siguientes a la toma de la participación. Ejemplo de este tipo de inversión ha sido sobre la compañía Twitter, por parte de entidades de capital riesgo.
El objetivo es que con la ayuda del capital de riesgo, la empresa aumente su valor y una vez madurada la inversión, el capitalista se retire obteniendo un beneficio.
El inversor de riesgo busca tomar participación en empresas que pertenezcan a sectores dinámicos de la economía, de los que se espera que tengan un crecimiento superior a la media. Una vez que el valor de la empresa se ha incrementado lo suficiente, los fondos de riesgo se retiran del negocio consolidando su rentabilidad. Las principales estrategias de salida que se plantean para una inversión de este tipo son:
- Venta a un inversor estratégico.
- IPO (Oferta pública inicial) de las acciones de la compañía.
- Recompra de acciones por parte de la empresa.
- la venta a otra entidad de capital riesgo.

El capital riesgo opera valorando el plan de negocio de los proyectos que les presentan los emprendedores mediante Comités de Inversión, que analizan la conveniencia de entrar en el accionariado de esas empresas. Para cada sector de negocio existen fondos especializados que pueden ayudar y empujar financieramente una idea de negocio. Siempre desde el punto de vista empresarial, tomando la mejor opción de financiamiento al momento de aplicar a los fondos de capital.

## Tipos de capital riesgo
Aunque en español es corriente utilizar el término «capital riesgo» para definir todas las entidades que desarrollan esta actividad,[cita requerida] en el mundo anglosajón existe una clara distinción entre las entidades que apoyan el desarrollo de proyectos empresariales en etapas tempranas (venture capital) -como por ejemplo la entrada de diversas entidades de capital riesgo para impulsar un proyecto- y aquellas cuya actividad consiste en invertir en empresas ya consolidadas, por lo que sería más correcto utilizar el término de «capital inversión» en lugar de capital riesgo.
Capital de riesgo privado o informal funciona a través de ángeles de negocios, también llamados ángeles inversores o inversionistas ángeles.

## Tipos de operaciones de capital inversión
Dentro de la actividad del capital inversión podemos encontrar diferentes tipos de operaciones:
- Adquisición por la dirección: Consiste en la adquisición de una sociedad, o de parte de ella o de sus activos por un grupo de directivos que trabaja en la misma apoyados por una empresa de capital inversión.
- Management buy-in (MBI): Consiste en la adquisición de una sociedad en la que el control de esta es obtenido por un personal de dirección externo a la misma apoyados por una empresa de capital inversión.
- Management Buy In Management Buy-Out (BIMBO): Consistente en la adquisición de una sociedad en la que el control de esta es obtenido por la combinación de un equipo de directivos que trabaja en la misma junto con el apoyo de directivos externos.

### Estructura de las operaciones MBO / MBI / BIMBO
En general los MBOs se articulan a través de una sociedad instrumental creada ad hoc (NEWCO), los accionistas de la cual suelen ser el equipo de dirección y la entidad de capital riesgo.
En general la Newco recibe un préstamo de las entidades financieras que se destina junto con los recursos propios inyectados por los accionistas a pagar el precio de adquisición de las acciones de la sociedad objeto de la compra. El préstamo de adquisición se garantiza inicialmente con una prenda sobre las acciones compradas ya que el otorgamiento de garantías sobre los activos de la sociedad objeto de la compra supondría una infracción de la normas que prohíben el otorgamiento de asistencia financiera por una sociedad para la adquisición de sus propias acciones.
No obstante, transcurrido un tiempo prudencial (que ronda los 18 meses en la práctica bancaria española), la NEWCO y la sociedad adquirida se fusionan de forma que los activos de la sociedad adquirida pasan a ser de Newco y por tanto las entidades financieras ya sí que pueden tener acceso directo a esos activos y utilizarlos como garantía de la deuda de adquisición sin que existan problemas de asistencia financiera. Además en esa fusión es muy común que aflore un fondo de comercio (generalmente por la diferencia entre el precio de adquisición y el valor neto contable de los activos incorporados), el cual, en determinados casos resulta fiscalmente deducible, lo que supone un alivio muy importante de la carga fiscal y puede hacer que un porcentaje muy importante del precio de adquisición se recupere en forma de ahorro fiscal según se amortiza el fondo de comercio.

## El capital riesgo en la «nueva economía»
Los fondos de capital de riesgo canalizan grandes sumas de dinero hacia nuevos negocios de alto riesgo y alta rentabilidad, poniendo a disposición de una nueva generación de emprendedores suficiente cantidad de dinero como para enfrentarse a empresas ya existentes. Esto convierte al capital riesgo en un mecanismo fundamental para financiar la innovación, ya que canaliza gran parte de los fondos invertidos en nuevas empresas de sectores como el software, las telecomunicaciones, internet, la biotecnología, la nanotecnología o las energías renovables.
Es por esta razón y con las expectativas generadas por la nueva economía, que las firmas de esta industria lograron atraer una importante cantidad de capitales de riesgo. Este modelo es el que permitió a Netscape, Amazon y otros desafiar a empresas muy fuertes ya establecidas como Microsoft y Barnes & Noble, etc. Sin esta capacidad de financiar nuevas e innovadoras formas de negocio, toda la revolución de la información se hubiera producido mucho más lentamente.
Existen diferentes tipos de inversores de riesgo, que han actuado en empresas emergentes de la nueva economía:
- Semilla: Pequeños capitales de riesgo que se utilizan para hacer «germinar» un proyecto innovador desde sus comienzos. Riesgo muy elevado.
- Capital riesgo en sentido estricto: Capitales de riesgo que se aportan en las primeras etapas del desarrollo de un emprendimiento. Buscan una rentabilidad cercana al 50 %, con una maduración de entre 5 y 7 años.[cita requerida]
- Second Round: para empresas que están vendiendo su producto pero todavía no tienen ingresos.

## El capital riesgo y el desarrollo
El capital de riesgo (si no se trata de fondos buitre) puede servir como una herramienta de desarrollo económico, apoyando a los emprendimientos start-up y las empresas más pequeñas en su fase de crecimiento.  Pero en vez de fijarse en el elemento de riesgo vinculado a este tipo de inversión, se debe concentrar más en su rol catalítico como capital emprendedor. En los países latinoamericanos y caribeños con sectores financieros menos desarrollados, el capital de riesgo tiene un papel clave en facilitar el acceso a financiamiento para las pequeñas y medianas empresas (PyME), estimular una cultura emprendedora, crear puestos de trabajo y mejorar el gobierno corporativo y los estándares de contabilidad de las empresas.
Dar apoyo a los fondos de capital de riesgo en los países en la región puede traer un rango de beneficios, incluyendo el conocimiento financiero y de marketing de los nuevos inversores, y protecciones de patentes que pueden servir de ayuda para los negocios durante los años críticos de crecimiento y expansión. Lo que queda claro es que promoviendo esta industria, comienzan a desplegarse toda una serie de acciones: apoyo a los emprendedores, mejoras en el ámbito legal y regulatorio, mejoras en el clima de negocios, desarrollo de mercado de capitales, entre muchas otras ventajas.
El Fondo Multilateral de Inversiones (FOMIN) del Banco Interamericano de Desarrollo, pionero de la industria en la región, ha inyectado capital en aproximadamente 40 fondos al presente. Cuando el FOMIN invierte en estos fondos, busca atraer a otros inversores que podrán ser nuevos en la industria pero que pueden confiar en el expertise del FOMIN en el área.  Esto resulta en la atracción del muy requerido capital de origen local y externo a la región. El FOMIN también ha sido un líder en la inversión en sectores antes desconocidos para el mercado, como fondos medioambientales, de tecnologías limpias y de energías renovables
No menos importante ha sido la cooperación activa del FOMIN con el sector público y privado en lo que respecta a cambios regulatorios, para hacer de los mercados de la región más atractivos a los inversores del sector privado internacionales y locales. El FOMIN aprobó el otorgamiento de financiamiento a la Asociación Latinoamericana de Capital de Riesgo (LAVCA), que trabajará junto a otras asociaciones del capital de riesgo en la región a fin de ayudarlos en la introducción de cambios necesarios en el ámbito legal y regulatorio que mejoren el clima de negocios.

## Crisis financiera y capital riesgo
Según algunos analistas, las entidades de capital riesgo habrían sido uno de los grandes contribuidores a la enorme crisis de crédito o "credit crunch" del 2008, al incrementar enormemente su apalancamiento sin ninguna necesidad. Históricamente realizaban sus inversiones sin apalancarse pero en los años previos a la crisis del 2008 realizaban operaciones con 80 % con deudas y solo 20 % aportados de sus recursos.

## Normativa

### España
En España, las entidades de capital riesgo están reguladas por la disposición derogatoria de la Ley 22/2014, de 12 de noviembre, por la que se regulan las entidades de capital-riesgo, otras entidades de inversión colectiva de tipo cerrado y las sociedades gestoras de entidades de inversión colectiva de tipo cerrado, y por la que se modifica la Ley 35/2003, de 4 de noviembre, de Instituciones de Inversión Colectiva. Este texto deroga también la normativa anterior, la Ley 25/2005, de 24 de noviembre, reguladora de las entidades de capital-riesgo y sus sociedades gestoras.